# Suzuki GZ 125
Suzuki GZ 125 je motocykl firmy Suzuki kategorie chopper, třídy do 125 cm³, vyráběný v letech 1998–2004.

## Popis
Vzhledově působí dojmem většího motocyklu. Je vybaven čtyřdobým vzduchem chlazeným jednoválcem o objemu 124 cm³. Jeho předchůdcem byl model Suzuki GN 125.

## Technické parametry
- Rám: trubkový ocelový
- Suchá hmotnost: 125 kg
- Pohotovostní hmotnost: 135–140 kg
- Spotřeba paliva: 3,2 l/100 km